# Elimar I di Oldenburg
Elimar I, noto anche come Egilmar (in italiano Adelmiro o Elimaro) (1040 – 1112), fu conte di Oldenburg dal 1101 al 1108, e conte di Lerigau dal 1088 al 1108.
Egli è noto per essere il più antico antenato patrilineare del casato degli Oldenburg. Inoltre, sempre per discendenza patrilineare, è antenato di Filippo di Edimburgo e di Carlo III del Regno Unito.

## Biografia
Figlio della sorella del conte Huno di Rustringen, Elimar sposò Richenza (chiamata anche Rikissa o Richeza) la quale, secondo gli annali di Stade, fu la figlia di Dedi (o di Adalger) e Ida di Elsdorf. Elimar ebbe da Richenza tre figli:
- Elimar II di Oldenburg (1070 – 1143), suo successore come conte di Oldenburg;
- Cristiano (1085 – 1153), morto durante la battaglia Östringsfelde durante il regno di Cristiano I, figlio del fratello Elimar II;
- Gertrude (1087 – 1108).

Il nome di Elimar si trova anche in una carta datata al 1108. Sua moglie affermava che fosse un discendente di Vitichindo, un celebre difensore della Sassonia e il principale avversario di Carlo Magno durante le guerre sassoni, durate dal 777 al 785, anche se non esiste alcuna prova in merito.
Elimar è l'antenato più antico della linea genealogica maschile del Casato degli Oldenburg, casato che governò il Reame Danese ininterrottamente dal 1448, anche come conti, duchi, re, o imperatori di Norvegia, Svezia, Russia, Oldenburg, Schleswig-Holstein, Lauenburg, e Grecia. I discendenti contemporanei di Elimar includono Margherita II di Danimarca, Harald V di Norvegia, Costantino II di Grecia, Marija Vladimirovna, granduchessa di Russia, Carlo III del Regno Unito, gli eredi al trono del reame del Commonwealth, e Cristoforo, Duca di Schleswig-Holstein, il discendente in linea maschile in vita più anziano di Elimar.